# پادشاهی لسوتو
پادشاهی لسوتو شکل حکومت کشور لسوتو است (که تا پیش از استقلال در سال ۱۹۶۶ با نام باسوتولند شناخته می‌شد) و در آن یک پادشاه موروثی به‌عنوان رئیس کشور حکومت می‌کند. اختیارات پادشاه طبق قانون اساسی کشور محدود شده‌اند و این نظام حکومتی یک پادشاهی مشروطه به شمار می‌رود.
عنوان پادشاه در زبان سوتو مرنا (Morena) است که شکل مفرد کلمه «پادشاه» است و شکل جمع آن مرنا (Marena) می‌باشد.
از ۷ فوریه ۱۹۹۶ تاکنون، لتسی سوم پادشاه لسوتو است. او پس از درگذشت پدرش، موشوشو دوم، برای دومین بار به تخت نشست. نخستین دوره سلطنت او از ۱۲ نوامبر ۱۹۹۰ تا ۲۵ ژانویه ۱۹۹۵ ادامه داشت.

## جانشینی
نحوهٔ جانشینی در پادشاهی لسوتو در فصل پنجم قانون اساسی این کشور مشخص شده است. بر اساس متن این فصل:
(۱) شورای روسا می‌تواند در هر زمان، بر پایهٔ عرف و سنت‌های بومی لسوتو، شخص یا اشخاصی را (به ترتیب اولویت) که واجد شرایط جانشینی تاج و تخت هستند، تعیین کند. در صورتی که در زمان درگذشت پادشاه یا خالی شدن جایگاه سلطنت، شخصی پیش‌تر بر اساس این بند تعیین شده و بر پایهٔ عرف بومی لسوتو واجد صلاحیت سلطنت باشد، آن فرد (و در صورت وجود بیش از یک نفر، فردی که به‌عنوان دارای حق اولویت تعیین شده) پادشاه خواهد شد.
(۲) اگر هنگام درگذشت پادشاه یا خالی شدن منصب سلطنت، شخصی که بر اساس بند (۱) واجد شرایط سلطنت باشد وجود نداشته باشد، شورای روسا موظف است در اسرع وقت و مطابق با عرف بومی لسوتو، فردی را برای جانشینی تعیین کند و آن شخص بلافاصله به پادشاهی می‌رسد.

## حقوق و مزایا
پادشاه لسوتو سالانه مبلغی معادل ۵۲٬۷۷۸ دلار ایالات متحده به‌عنوان مستمری سلطنتی دریافت می‌کند.

## فهرست پادشاهان

### فرمانروایان / رؤسای عالی قوم سوتو /باسوتولند(۱۸۲۲–۱۹۶۶)
- موشوشو یکم لسوتو: ۱۸۲۲ – ۱۸ ژانویه ۱۸۷۰
- لتسی اول موشوشو: ۱۸ ژانویه ۱۸۷۰ – ۲۰ نوامبر ۱۸۹۱
- لروتولی لتسی: ۲۰ نوامبر ۱۸۹۱ – ۱۹ اوت ۱۹۰۵
- لتسیه دوم لروتولی: ۲۱ اوت ۱۹۰۵ – ۲۸ ژانویه ۱۹۱۳
- ناتانیل گریفیث لروتولی: ۱۱ آوریل ۱۹۱۳ – ۲۳ ژوئن ۱۹۳۹
- سایمون سی‌ئیسو گریفیث: ۳ اوت ۱۹۳۹ – ۲۶ دسامبر ۱۹۴۰
- گاباشئانه ماسوفا (نایب‌السلطنه): ۲۶ دسامبر ۱۹۴۰ – ۲۸ ژانویه ۱۹۴۱
- مانتشبو آملیا ماتشابا (نایب‌السلطنه): ۲۸ ژانویه ۱۹۴۱ – ۱۲ مارس ۱۹۶۰

- موشوشو دوم: ۱۲ مارس ۱۹۶۰ – ۴ اکتبر ۱۹۶۶

### پادشاهان لسوتو (۱۹۶۶–تاکنون)
- موشوشو دوم (دوران نخست): ۱۹۳۸–۱۹۹۶
- لتسی سوم (دوران نخست): متولد ۱۹۶۳
- موشوشو دوم (دوران دوم): ۱۹۳۸–۱۹۹۶

- لتسی سوم (دوران دوم): متولد ۱۹۶۳ – تاکنون

نایبان سلطنت:
ماموهاتو برنگ سیسو در سه دوره به‌عنوان رئیس موقت کشور فعالیت کرد:
- از ۵ ژوئن تا ۵ دسامبر ۱۹۷۰
- از ۱۰ مارس تا ۱۲ نوامبر ۱۹۹۰
- از ۱۵ ژانویه تا ۷ فوریه ۱۹۹۶

## پرچم‌های سلطنتی
در زیر، پرچم‌های سلطنتی لسوتو در دوره‌های مختلف نمایش داده شده است:

پرچم سلطنتی لسوتو ۱۹۶۶ تا ۱۹۸۷
پرچم سلطنتی لسوتو ۱۹۸۷ تا ۲۰۰۶
پرچم سلطنتی لسوتو از ۴ اکتبر ۲۰۰۶ تاکنون